# 무사시신조역
무사시신조역(일본어: 武蔵新城駅, むさししんじょうえき)은 일본 가나가와현 가와사키시 나카하라구에 있는 동일본 여객철도(JR 동일본) 난부 선의 철도역이다.

## 역 구조
- 섬식 승강장 1면 2선의 고가역.
- 1990년 12월 20일까지는 상대식 승강장 2면 2선의 지상역이었다.

### 타는 곳
| 1 | ■ 난부 선 | 무사시코스기, 가와사키 방면               |
| 2 | ■ 난부 선 | 무사시미조노쿠치, 노보리토, 다치카와 방면 |

## 이용 상황
2008년도의 1일 평균 승차 인원수는 30,863명이었다.

## 역사
- 1927년 3월 9일 - 난부 철도 가와사키역 - 노보리토역 간의 개통시에 무사시신조 정류소로서 개업.
- 1944년 4월 1일 - 난부 철도의 국유화에 의해 일본국유철도 난부 선의 무사시신조역이 된다(역에 승격).
- 1987년 4월 1일 - 국철 분할 민영화에 의해 동일본 여객철도 난부 선의 역이 된다.
- 1990년 12월 20일 - 고가화.

## 인접한 역
| 동일본 여객철도 난부 선            | 동일본 여객철도 난부 선 | 동일본 여객철도 난부 선              |
| ---------------------------------- | ----------------------- | ------------------------------------ |
| JN 08 무사시나카하라 가와사키 방면 | 난부 선                 | JN 10 무사시미조노쿠치 다치카와 방면 |